# Sabre Springs
Sabre Springs är ett samhälle i nordöstra San Diego i södra Kalifornien. Sabre Springs avgränsas av staden Poway i öster, Ted Williams Parkway i norr, Interstate 15 i väster och samhället Miramar Ranch North i söder. Sabre Springs omges av Carmel Mountain i norr, Rancho Peñasquitos i väster och Scripps Ranch i söder.
Danielle van Dam (1994–2002) föddes i Sabre Springs.